# Riepijaure
Riepijaure är en sjö i Arjeplogs kommun i Lappland och ingår i Piteälvens huvudavrinningsområde.